# Beachwood Sparks
Beachwood Sparks is een Amerikaanse alternatieve countryband uit Los Angeles. De bandnaam is een samenvoeging van twee straatnamen: Beachwood Street en Sparks Street.

## Bezetting
Leden
- Chris Gunst (zang/gitaar)
- Brent Rademaker (zang/basgitaar)
- 'Farmer' Dave Scher (zang/toetsen/lapsteel gitaar)
- Ben Knight (gitaar)
- Andres Renteria (drums)
- Jen Cohen Gunst (toetsen/gitaar)

Voormalige leden
- Jimi Hey (drums)
- Tom Sanford (drums)
- Pete 'Sleigher' Kinne (percussie)
- Josh Schwartz (gitaar)
- Ian Mackinnon (drums)
- Liz Randall
- Neal Casal (gitaar)
- Aaron Sperske (drums)

## Geschiedenis
De band werd geformeerd door Rademaker en Gunst, die elkaar ontmoetten tijdens de jaren 1990, toen beiden lid waren van de indierockband Further uit Los Angeles. Dave Scher en Jimi Hey, die samen speelde met Gunst in Strictly Ballroom, werden aangetrokken voor de eerste show van de band in juni 1997.
Hey verliet de band na enkele shows en werd vervangen door Tom Sanford. Rond dezelfde tijd kwamen ook Pete Kinne en Josh Schwartz (ex-Further) bij de band.
Ze brachten de single Desert Skies/Make It Together uit bij Bomp! Records in oktober 1998. Sanford verliet de band en werd vervangen door Aaron Sperske (ex-Lilys). Zijn eerste opname met de band was de single Midsummer Daydream/Windows 65 bij Sub Pop Records in april 1999. Kinne en Schwartz verlieten kort daarna de band.
In de lente van 2000 brachten ze hun eerste album Beachwood Sparks uit. De zinderende neuzelpop-melodieën en prachtige harmonieën vertoonden overeenkomsten met de late jaren 1960 Laurel Canyon-countryrock van The Byrds, Buffalo Springfield en Gram Parsons, evenals de eigentijdse Elephant 6.
De single Once We Were Trees (met de kakofonische cover Wake Up, Little Suzie van The Everly Brothers als B-kant) werd uitgebracht bij het Spaanse label Houston Party Records, vooruitblikkend op de volwassen sound die staat op het tweede album van de band, ook Once We Were Trees genoemd, dat werd uitgebracht tijdens de tweede helft van 2001. Een single van het album, een cover van By Your Side van Sade, werd uitgebracht in het Verenigd Koninkrijk en genoot daar enig succes. De video, geregisseerd door Chad Misner, werd uitgekozen voor het South by Southwest-filmfestival 2002 en bevatte beeldmateriaal van het huwelijk van Aaron Sperske en Autumn de Wilde. De song werd later gebruikt op de soundtrack van de film Scott Pilgrim vs. the World.
Voor de ep Make the Cowboy Robots Cry (2002) werd Sperske vervangen door Jimi Hey. Jimmy Tamborello (alias Dntel) van Strictly Ballroom werkte mee aan de ep. Tamborello werkte ook met Scher en Gunst bij Loyola Marymount University’s radiostation KXLU.
Sinds 2002 concentreerde de band zich voornamelijk op andere projecten. Gunst formeerde het duo Mystic Chords of Memory. Rademaker, soms met Gunst en Scher, speelde bij The Tyde en bij Frausdots. Hey en Scher brachten het album All Night Radio uit. In maart 2007 werd Scher aangetrokken als toerende toetsenist door de New Yorkse indieband Interpol. Sperske voegde zich bij Ariel Pink's Haunted Graffiti.
Beachwood Sparks werd weer herenigd in 2008 om te spelen op SB20, de viering van de 20e verjaardag van Sub Pop Records. Een klein aantal datums werd gespeeld aan de west- en oostkust, waaronder 19 juli in de Henry Miller Library in Big Sur. De bezetting bestond uit Gunst, Rademaker, Sperske, Ben Knight, Jen Cohen en Dan Horne. Scher speelde ook bij vier van de westkust-shows.
In 2012 bracht de band het album The Tarnished Gold uit met Neal Casal, Dan Horne, Jen Cohen, Jimi Hey, Darren Rademaker en Ariel Pink. In 2016 formeerden Casal, Scher, Horne, Sperske en songwriter Cass McCombs The Skiffle Players. Hun debuutalbum Skifflin werd in hetzelfde jaar uitgebracht, gevolgd door de ep's Piffle Sayers en Skiff in 2018.
Mede-oprichter Josh Schwartz overleed in september 2017 aan complicaties van ALS.

## Discografie

### Albums
- 2000: Beachwood Sparks (Sub Pop)
- 2001: Once We Were Trees (Sub Pop)
- 2012: The Tarnished Gold (Sub Pop)
- 2024: Across the River of Stars (Curation Records)

### Singles/EPs
- 1998: Desert Skies / Make It Together (Bomp!)
- 1999: Midsummer Daydream / Windows 65 (Sub Pop)
- 2000: Once We Were Trees / Wake Up, Little Suzie (Houston Party Records)
- 2000: Ballad of Never Rider (met Fishing Boat Song door Grandaddy en Table Tennis Star door Persil) (Devil in the Woods)
- 2001: By Your Side / Sun Surrounds Me / Quietly Be / Close the Door Lightly When You Go (Sub Pop)
- 2002: Make the Cowboy Robots Cry EP (Sub Pop)

### Compilaties met niet eerder uitgebrachte nummers en andere versies
- 2013: Desert Skies (Alive Naturalsound) (opgenomen in 1997 maar nooit eerder uitgebracht)
- 2021: Beachwood Deluxe (Curation Records) (onuitgebrachte nummers, alternatieve versies en acht livetracks van een concert in Green Bay, Wisconsin in 2000)